# 龍首原
34°17′34″N 108°56′50″E / 34.292735°N 108.947156°E
龙首原是中國西安城北边的一块黄土台地，范围大致为浐河以西，沣河以东，绕城高速以南，西安城墙以北。这里是西汉、隋、唐的皇宫所在地，大明宫就在东部偏南的位置。